# Canton de Pampelonne
Le canton de Pampelonne est une ancienne division administrative française, située dans le département du Tarn en région Midi-Pyrénées.

## Géographie
Ce canton était organisé autour de Pampelonne dans l'arrondissement d'Albi. Son altitude variait de 196 m pour Jouqueviel à 606 m pour Montauriol, avec une moyenne de 415 m.

## Histoire
À partir de 1913, le canton est toujours représenté par des conseillers généraux socialistes. Il est supprimé par le décret du 17 février 2014 qui entre en vigueur lors des élections départementales de mars 2015. Il est englobé dans le canton de Carmaux-1 Le Ségala.

## Représentation

### Conseillers généraux de 1833 à 2015
| Période | Période      | Identité                                               | Étiquette    | Qualité |
| ------- | ------------ | ------------------------------------------------------ | ------------ | --- |
| 1833    | 1852         | Marc Antoine Cordurié                                  |              | Avocat, propriétaire à Salvèredonde Maire d'Almayrac                                                                            |
| 1852    | 1866 (décès) | Pierre Vidal                                           |              | Ancien Inspecteur d'académie Maire de Pampelonne (1848 et 1851-1866)                                                            |
| 1866    | 1870         | Maximin Maffre                                         |              | Percepteur, juge de paix Conseiller municipal de Pampelonne                                                                     |
| 1870    | 1870         | Casimir Esquilat                                       | Républicain  | Notaire Maire de Pampelonne (1866-1870)                                                                                         |
| 1870    | 1871         | Maximin Maffre                                         |              | Percepteur, juge de paix Conseiller municipal de Pampelonne                                                                     |
| 1871    | 1883         | Paul Blanc                                             | Républicain  | Médecin à Carmaux |
| 1883    | 1889         | Jean-Baptiste Pigasse                                  | Droite       | Avoué à Albi |
| 1889    | 1912 (décès) | Alban de Connac                                        | Rad.         | Docteur-médecin Maire de Pampelonne (1884-1908)                                                                                 |
| 1913    | 1915 (décès) | Pierre Esquilat (fils de Casimir Esquilat)             | SFIO         | Avocat à Albi |
| 1915    | 1919         | siège vacant                                           |              | |
| 1919    | 1928 (décès) | Auguste Cannac                                         | SFIO         | Clerc de notaire Maire de Pampelonne (1925-1928)                                                                                |
| 1928    | 1940         | Ludovic Maffre                                         | SFIO         | Propriétaire au Pouget (Pampelonne), conseiller d'arrondissement                                                                |
|         |              |                                                        |              | |
| 1942    | 1945         | Maurice Esquilat (1874-1969, petit-fils de C.Esquilat) |              | Notaire Président de la délégation spéciale de Pampelonne Nommé conseiller départemental en 1942                                |
|         |              |                                                        |              | |
| 1945    | 1988         | André Alousque (gendre de L.Maffre)                    | SFIO puis PS | Professeur à Albi Conseiller municipal de Pampelonne                                                                            |
| 1988    | 2008         | Roger Lagorsse                                         | PS           | Principal de collège Sénateur (1998-2004) Premier vice-président du conseil général (1998-2001) Conseiller municipal d'Almayrac |
| 2008    | 2015         | Guy Malaterre                                          | PS           | Enseignant retraité Maire de Pampelonne depuis 2014 Elu en 2015 dans le Canton de Carmaux-1 Le Ségala                           |

### Conseillers d'arrondissement (de 1833 à 1940)
| Période                                  | Période | Identité                         | Étiquette     | Qualité |
| ---------------------------------------- | ------- | -------------------------------- | ------------- | --- |
| 1833                                     | 1848    | Roch François Anglès (1781-1871) |               | Notaire, adjoint au maire de Pampelonne                                                                     |
| 1848                                     |         | Louis Jean                       |               | Maire de Sainte-Gemme (1834-1862)                                                                           |
|                                          |         |                                  |               | |
| 1886                                     | ap.1894 | Jean Droctovée                   | Républicain   | Propriétaire, maire de Sainte-Gemme, suppléant du juge de paix                                              |
|                                          |         |                                  |               | |
| 1919                                     | 1928    | Ludovic Maffre (1885-1978)       | SFIO          | Propriétaire au Pouget (Pampelonne)                                                                         |
| 1928                                     | 1940    | Joseph Briane                    | PRS puis SFIO | Maire de Bourgnounac                                                                                        |
| 1940                                     |         |                                  |               | Les conseils d'arrondissement ont été suspendus par la loi du 12 octobre 1940 et n'ont jamais été réactivés |
| Les données manquantes sont à compléter. |         |                                  |               | |

## Composition
Le canton de Pampelonne comprenait neuf communes et comptait 3 994 habitants, selon la population municipale au 1er janvier 2012.
| Communes             | Population (2012) | Code postal | Code Insee |
| -------------------- | ----------------- | ----------- | ---------- |
| Almayrac             | 285               | 81190       | 81008      |
| Jouqueviel           | 103               | 81190       | 81110      |
| Mirandol-Bourgnounac | 1 064             | 81190       | 81168      |
| Montauriol           | 50                | 81190       | 81172      |
| Moularès             | 277               | 81190       | 81186      |
| Pampelonne           | 805               | 81190       | 81201      |
| Sainte-Gemme         | 844               | 81190       | 81249      |
| Tanus                | 523               | 81190       | 81292      |
| Tréban               | 43                | 81190       | 81302      |

## Démographie
| 1962  | 1968  | 1975  | 1982  | 1990  | 1999  | 2006  | 2012  |
| ----- | ----- | ----- | ----- | ----- | ----- | ----- | ----- |
| 4 056 | 4 433 | 4 342 | 3 965 | 3 872 | 3 656 | 3 821 | 3 994 |